# Bethel (Maine)
Bethel ist eine Town im Oxford County des Bundesstaates Maine in den Vereinigten Staaten. Im Jahr 2020 lebten dort 2504 Einwohner in 2005 Haushalten auf einer Fläche von 170,71 km².

## Geographie
Nach dem United States Census Bureau hat Bethel eine Gesamtfläche von 170,71 km², von der 167,31 km² Land sind und 3,39 km² aus Gewässern bestehen.

### Geographische Lage
Bethel liegt zentral im Oxford County. Der Androscoggin River durchfließt das westliche Gebiet der Town. Die Town ist durchzogen von diversen Flüssen, die zumeist im Androscoggin River, aber zum Teil auch in Seen wie dem South Pond, dem North Pond oder dem Songo Pond münden.

### Nachbargemeinden
Alle Entfernungen sind als Luftlinien zwischen den offiziellen Koordinaten der Orte aus der Volkszählung 2010 angegeben.
- Norden: Newry, 10,8 km
- Nordosten: Hanover, 5,6 km
- Osten: Milton, Unorganized Territory, 13,0 km
- Südosten: Woodstock, 17,2 km
- Süden: Greenwood, 13,8 km
- Südwesten: South Oxford, Unorganized Territory, 17,3 km
- Westen: Gilead, 15,2 km

### Stadtgliederung
In Bethel gibt es mehrere Siedlungsgebiete: Bethel (Bethel Hill), East Bethel (Bean's Corner), Mayville, Middle Intervale, North Bethel (Swan's Corner), Northwest Bethel, Skillingston (Steam Mill oder Buttonville), South Bethel, Swans Corner und West Bethelt.

### Klima
Die mittlere Durchschnittstemperatur in Bethel liegt zwischen −7,8 °C (18 °F) im Januar und 20,5 °C (69 °F) im Juli. Damit ist der Ort gegenüber dem langjährigen Mittel Maines um etwa 2 Grad kühler. Die Schneefälle zwischen Oktober und Mai liegen mit deutlich mehr als zwei Metern (bei einem Spitzenwert im Januar von knapp 50 cm) ungefähr doppelt so hoch wie die mittlere Schneehöhe in den USA. Die tägliche Sonnenscheindauer liegt am unteren Rand des Wertespektrums der USA.

## Geschichte

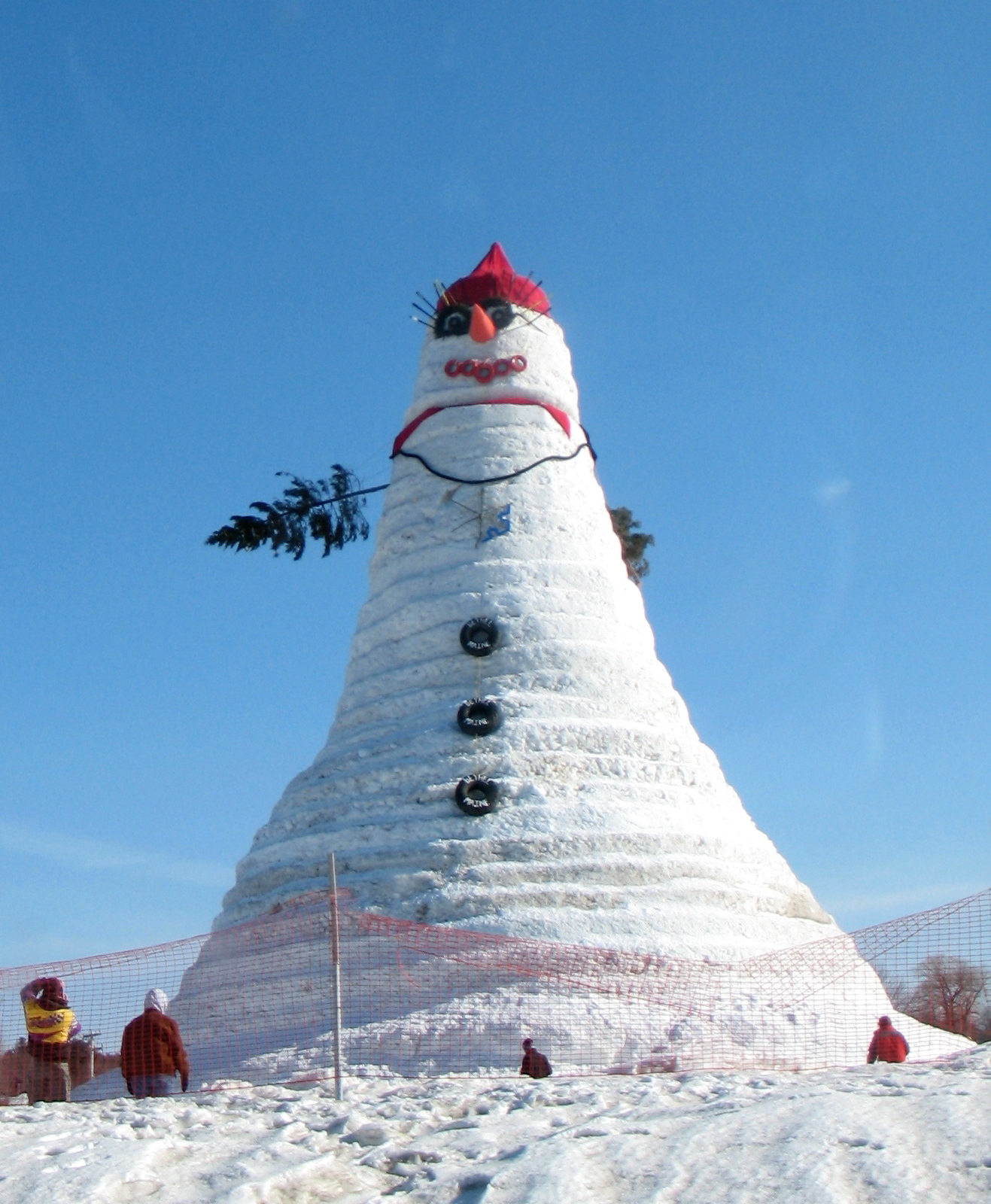
Olympia, der größte Schneemann der Welt

Das Gebiet am Androscoggin River war traditionelles Siedlungsgebiet der Abenaki. Sie hatten ihr Dorf am nördlichen Ufer. Der Grant für Bethel wurde im Jahr 1768 durch des Commonwealth of Massachusetts vergeben. Er ging an die Nachfahren derer, die im Jahr 1690 bei der Eroberung Kanadas mitgekämpft hatten. Gegründet wurde Bethel am 10. Juni 1796. Benannt wurde das fruchtbare Gebiet am Androscoggin River zunächst Sudbury Canada zu Ehren der ersten Siedler, die aus Sudbury, Massachusetts stammten und den Grant erhielten. Die Besiedlung startete im Jahr 1774.
Während des Amerikanischen Unabhängigkeitskrieges lebten nur noch zehn Familien in Sudbury Canada. Doch nach Beendigung des Krieges zogen weitere Familien aus Massachusetts und New Hampshire nach Sudbury Canada und im Jahr 1796 wurde der Name mit der Gründung in Bethel geändert. Die ersten Siedler betrieben Farmen und Holzwirtschaft. Eine Reihe von Ansiedlungen entstanden am Fluss.
Die St. Lawrence and Atlantic Railroad erreichte im Jahr 1851 Bethel und verband die Town mit Portland, sowie später auch mit Montreal. Durch die Eisenbahnverbindung gelangten Touristen in die Town und auch der Handel und das Produzierende Gewerbe wurden gestärkt.
Bethel entwickelte sich zu einem wichtigen Bildungszentrum für die Region. Im Jahr 1836 wurde die Gould Academy, eine private Schule, die auf den Besuch eines Colleges oder einer Universität vorbereitet, in Bethel gegründet. Ende des neunzehnten Jahrhunderts ließ sich John George Gehring in Bethel nieder und gründete mit der Gehring Clinic eine „pioneering clinic for the treatment of persons with nervous disorders“. Der Philanthrop William Bingham kam 1911 als Patient in diese Klinik und nach seinem Tod zog das National Training Laboratory in sein Haus in Bethel.
William Rogers Chapman, ein Impresario, Dirigent, Organist und Komponist, der in Bethel im Jahr 1855 geboren worden war, gründete im Jahr 1897 das „Maine Music Festival“ in Bethel. Viele berühmte Sänger und Künstler traten in Folge in Bethel auf, wie Geraldine Farrar.
2008 bauten die Einwohner von Bethel über einen Monat lang den größten Schneemann der Welt. Die Olympia getaufte Schneefrau war 37 Meter hoch und wog rund 6000 Tonnen, womit sie es ins Guinness-Buch der Rekorde schaffte.
Im Ort befindet sich ein Denkmal für die aus Bethel stammenden Soldaten im Amerikanischen Bürgerkrieg. Des Weiteren befindet sich nahe Bethel das Skigebiet Sunday River.

### Religionen
Basierend auf den Daten des Oxford Countys gehören 81,7 % der Einwohner keiner Religionsgemeinschaft an. 6,4 % gehören der römisch-katholischen Kirche an, 5,3 % den Mainline-Kirchen und 5,3 % sind evangelikale Protestanten.

### Einwohnerentwicklung
| Volkszählungsergebnisse – Town of Bethel, Maine | Volkszählungsergebnisse – Town of Bethel, Maine | Volkszählungsergebnisse – Town of Bethel, Maine | Volkszählungsergebnisse – Town of Bethel, Maine | Volkszählungsergebnisse – Town of Bethel, Maine | Volkszählungsergebnisse – Town of Bethel, Maine | Volkszählungsergebnisse – Town of Bethel, Maine | Volkszählungsergebnisse – Town of Bethel, Maine | Volkszählungsergebnisse – Town of Bethel, Maine | Volkszählungsergebnisse – Town of Bethel, Maine | Volkszählungsergebnisse – Town of Bethel, Maine |
| Jahr                                            | 1800                                            | 1810                                            | 1820                                            | 1830                                            | 1840                                            | 1850                                            | 1860                                            | 1870                                            | 1880                                            | 1890                                            |
| ----------------------------------------------- | ----------------------------------------------- | ----------------------------------------------- | ----------------------------------------------- | ----------------------------------------------- | ----------------------------------------------- | ----------------------------------------------- | ----------------------------------------------- | ----------------------------------------------- | ----------------------------------------------- | ----------------------------------------------- |
| Einwohner                                       | 616                                             | 975                                             | 1267                                            | 1620                                            | 1994                                            | 2253                                            | 2523                                            | 2286                                            | 2077                                            | 2209                                            |
| Jahr                                            | 1900                                            | 1910                                            | 1920                                            | 1930                                            | 1940                                            | 1950                                            | 1960                                            | 1970                                            | 1980                                            | 1990                                            |
| Einwohner                                       | 1835                                            | 1930                                            | 1792                                            | 2025                                            | 2034                                            | 2367                                            | 2408                                            | 2220                                            | 2340                                            | 2329                                            |
| Jahr                                            | 2000                                            | 2010                                            | 2020                                            | 2030                                            | 2040                                            | 2050                                            | 2060                                            | 2070                                            | 2080                                            | 2090                                            |
| Einwohner                                       | 2411                                            | 2607                                            | 2504                                            |                                                 |                                                 |                                                 |                                                 |                                                 |                                                 |                                                 |

## Kultur und Sehenswürdigkeiten

### Bauwerke
In Bethel wurde ein District und mehrere Bauwerke unter Denkmalschutz gestellt und ins National Register of Historic Places aufgenommen.
District
- Broad Street Historic District, 1977 unter der Register-Nr. 77000078.[12]

Bauwerke
- Cole Block, 1998 unter der Register-Nr. 98000310.[13]
- Gehring Clinic, 1976 unter der Register-Nr. 76000105.[14]
- Hall House, 2002 unter der Register-Nr. 02001271.[15]
- Lower Meeting House and East Bethel Cemetery, 2013 unter der Register-Nr. 13000440.[16]
- Dr. Moses Mason House, 1972 unter der Register-Nr. 72000110.[17]
- Middle Intervale Meeting House and Common, 1998 unter der Register-Nr. 98000721.[18]
- John M. Philbrook House, 1995 unter der Register-Nr. 95001465.[19]
- Samuel D. Philbrook House, 1995 unter der Register-Nr. 95000216.[20]

## Wirtschaft und Infrastruktur

### Verkehr
Der U.S. Highway 2 verläuft von Westen komment nach Norden durch die Town, von Gilead nach Newry. Sie folgt dem Verlauf des Androscoggin River. Die Maine State Route 35 führt nach Süden aus der Town und die Maine State Route 26 ostwärts. Im Osten streift die Maine State Route 232 das Gebiet. Der Bethel Regional Airport (0B1) befindet sich zentral auf dem Gebiet von Bethel, in der Nähe des U.S. Highway 2.

### Öffentliche Einrichtungen
In Bethel gibt es kein eigenes Krankenhaus. Das nächstgelegene Krankenhaus ist das Rumford Hospital in Rumford und das Ledgeview Living Center in West Paris. Die private Gould Academy bereitet auf den Besuch eines Colleges oder einer Universität vor. Nächstgelegene Universität ist die University of Maine in Farmington.
Die Bethel Library wurde im Jahr 1909 gegründet. Zunächst in einem Raum von A.J. Lynch’s, einem Geschäft auf der Greenwood Avenue.

### Bildung
Bethel gehört zusammen mit Andover, Greenwood, Gilead, Hanover, Newry und Woodstock zum Maine School Administrative District 44. Es gibt zwei Grundschulen, die Crescent Park Elementary School und die Woodstock Elementary School, zudem die Telstar Middle School und die Telstar High School.
Die Baily Memorial Library befindet sich im Clarendon Grange Community Center.

## Persönlichkeiten

### Söhne und Töchter der Stadt
- Luther C. Carter (1805–1875), Politiker
- Timothy J. Carter (1800–1838), Politiker
- Simon Dumont (* 1986), Freestyle-Skier
- La Fayette Grover (1823–1911), Politiker, Gouverneur des Bundesstaates Oregon

### Persönlichkeiten, die vor Ort gewirkt haben
- David Hammons (1808–1888), Politiker und Anwalt
- Moses Mason (1789–1866), Politiker